# Coolgardie
Coolgardie – miasto w Australii, w stanie Australia Zachodnia.